# مارك باير
مارك باير (بالإنجليزية: Mark Beyer)‏ هو رسام كارتون أمريكي، ولد في 1950 في ألينتاون في الولايات المتحدة.

## وصلات خارجية
- مارك باير على موقع ميوزك برينز (الإنجليزية)